# Dünkirchen, 2. Juni 1940
Dünkirchen, 2. Juni 1940 ist ein französischer Film von Paul Dufour und Henri Verneuil aus dem Jahr 1964 und eine Verfilmung des Romans Wochenend in Zuidcoote von Robert Merle.

## Handlung
Der Film spielt am 1. und 2. Juni 1940 bei Dünkirchen während der Schlacht um Frankreich im Zweiten Weltkrieg. Auf dem überhasteten Rückzug vor den deutschen Truppen sammeln sich versprengte britische und französische Truppen rund um die Stadt Dünkirchen. Die Briten werden von den Stränden um Dünkirchen aus nach England eingeschifft, aber den französischen Soldaten wird der Zugang zu den Evakuierungsschiffen verwehrt. So irren die Soldaten orientierungslos, ohne Moral und Disziplin in den Dünen bei Zuydcoote und Bray-Dunes umher.
Eine kleine Gruppe von vier französischen Soldaten findet sich zu einem „Verein“ zusammen, der in einem Wrack eines Rotkreuz-Lkws in den Dünen die weitere Entwicklung abwartet. Die vier sind Alexandre, Dhéry, der Pfarrer Pierson und Julien Maillat. Jeder versucht auf seine Weise, mit der Situation zurechtzukommen und die besten Umstände für sich zu nutzen.
Dhéry sucht seinen persönlichen Profit mit allerlei Hehlergeschäften und Gefälligkeitsdiensten. Durch solche Machenschaften beschafft er sich vom Hilfsarzt Cirilli ein Attest, das ihn als kriegsuntauglich auszeichnet, zudem mietet er sich in der Nähe ein. So möchte er als Zivilist auch im Fall einer deutschen Besatzung ungeschoren davonkommen und rechnet mit guten Hehlergeschäften, bei denen er Bedarfsgüter vom Schwarzmarkt bezieht und lukrativ an die künftigen Besatzer verkaufen will. Maillat soll ihm mit seinen Deutschkenntnissen helfen, mit den zukünftigen „Kunden“ in Verhandlung zu treten. Dhéry rechnet also mit einer endgültigen Niederlage Frankreichs, will daraus persönlichen Profit schlagen, und hat dabei keinerlei Gewissensbisse.
Maillats erklärtes Ziel ist es, nach England zu gelangen. Immer wieder versucht er, auf eines der Evakuierungsschiffe zu gelangen, wird aber regelmäßig von den Briten abgewiesen. Während einer der vielen deutschen Luftangriffe gelingt es dem MG-Schützen Pinot, ein deutsches Jagdflugzeug abzuschießen. Dadurch wird Captain Robinson auf Pinot und Maillat aufmerksam und bedankt sich mit einem Tipp: Captain Gerald Clarck in Bray-Dunes würde Sondergenehmigungen ausstellen, mit denen es auch Franzosen möglich wäre sich einschiffen zu lassen.
In Bray-Dunes muss Maillat warten, bis er zu Captain Clarck vorgelassen wird, und lernt in der Zwischenzeit Jeanne mit ihrer Schwester Antoinette kennen. Jeanne ist von dem Gedanken besessen, ihr Haus beschützen zu müssen, und lässt sich auch dann nicht zur Flucht bewegen, als ihre Schwester zu Verwandten im Hinterland zieht.
Als Maillat endlich zu Captain Clarck vorgelassen wird, bekommt er die gewünschte Sondergenehmigung ausgestellt. Doch an den Verladestationen am Strand wird Maillat regelmäßig von den britischen Offizieren zurückgewiesen. Dabei macht er auch die Bekanntschaft mit dem Briten John und seiner frisch angetrauten Frau Hélène. Auch das Paar will an Bord eines Evakuierungsschiffs, doch die britischen Wachen lassen weder Franzosen noch Frauen zu, und John will nicht alleine gehen. Sie nutzen die Verwirrung während eines erneuten deutschen Luftangriffs, um an den Wachen vorbei mit einem Ruderboot auf ein Evakuierungsschiff zu entkommen.
Maillat trifft am Strand wieder auf Captain Robinson, der ihm letztendlich persönlich hilft auf ein Evakuierungsschiff zu gelangen. Auf dem Schiff begegnet Maillat auch wieder John, wobei die unrechtmäßige Anwesenheit von Hélène auf dem Schiff auffliegt. Doch Captain Robinson setzt sich auch für John und Hélène ein. Bevor das Schiff Richtung England abfahren kann, wird es zum Ziel deutscher Sturzkampfbomber und in Brand geschossen. Robinson und Hélène kommen bei dem Bombardement ums Leben, und John will sich nicht von seiner Frau trennen, sondern bleibt auf dem brennenden Schiff. Maillat rettet sich durch einen Sprung ins Wasser.
Wieder am Ufer, sucht Maillat wieder Jeanne auf, gerade rechtzeitig um sie vor einer Vergewaltigung durch französische Soldaten zu bewahren. Er versucht noch einmal, Jeanne zur Flucht zu überreden, und stellt sie vor ein Ultimatum: Jeanne muss sich zwischen dem Haus und Maillat entscheiden, Maillat will bis um 7 Uhr am alten Sani-Lkw in den Dünen auf sie warten. Während Maillat dort in den inzwischen entvölkerten Dünen auf sie wartet, fällt er einem letzten deutschen Artillerieangriff zum Opfer, kurz bevor Jeanne die Düne erreicht.

## Weitere Darsteller
Weitere Schauspieler im Film sind Alan Adair, Robert Bazil, Gerard Darrieu, Raoul Delfosse, Robert Deslandes, Jean Claude Dubois, Jacques Ferriere, Bob Lerrick, Colin Mann, Christian Melsen, Bernard Musson, Robert Napier, Donald O’Brien, René Panetra, Paul Pavel, Paul Préboist, Robert Rollis, Eric Sinclair, Rolf Spath, Anthony Stuart, Julien Verdier, Louis Viret und Dominique Zardi.

## Kritiken
Das Lexikon des internationalen Films urteilte: „Mit großem Aufwand inszenierter Kriegsfilm, der die historische Wahrheit zugunsten einer publikumswirksamen Kinogeschichte vernachlässigt und dessen bittere Aussage in Effekten untergeht.“ Zu einem ähnlichen Ergebnis kommt der Evangelische Film-Beobachter: „Farbiges Superspektakel, voller Zynismen und Menschenverachtung, das die Geschichte verfälscht, die Wahrheit um des Geschäftes willen an publikumswirksamen Galgenhumor verkauft. Abzulehnen.“